# اوواوا
اوواوا (به لهستانی:  Oława) یک منطقهٔ مسکونی در لهستان است که در شهرستان اوواوا واقع شده‌است. اوواوا ۲۷٫۳۴ کیلومتر مربع مساحت و ۳۲٬۶۷۴ نفر جمعیت دارد و ۱۲۲ متر بالاتر از سطح دریا واقع شده‌است.

## خواهرخوانده
شهرهای سیگتو مرمتسیه و تشسکا تربووا خواهرخوانده‌های اوواوا هستند.